# Джміль-зозуля Барбута
Джміль-зозу́ля Барбута (Bombus barbutellus) — вид комах ряду перетинчастокрилих.

## Етимологія видового епітета
Видовий епітет цього виду (лат. barbutellus) походить від прізвища англійського натураліста Джеймса Барбута.

## Поширення
Європа, Мала Азія, Кавказ, Закавказзя, Казахстан, Тянь-Шань, північні райони Монголії та Китаю.
Вид поширений по всій території України.

## Короткий опис імаго
Довжина тіла самок сягає 18 мм, самців – 15 мм. Збиральний апарат відсутній.

## Особливості біології та місця проживання
Клептопаразит. Паразитує в гніздах B. hypnorum, B. hortorum, B. ruderatus та B. argillaceus. Вторинний запилювач квіткових рослин. Зустрічається на лугах, узліссях та галявинах.